# Scaligeria platyphylla
Scaligeria platyphylla är en flockblommig växtart som beskrevs av Jevgenij Korovin. Scaligeria platyphylla ingår i släktet Scaligeria och familjen flockblommiga växter. Inga underarter finns listade i Catalogue of Life.